# Cytora
Cytora là một chi ốc cạn thở không khí rất nhỏ, những động vật thân mềm chân bụng thuộc họ Pupinidae. Chi này đặc hữu ở New Zealand.

## Mô tả
Chiều cao vỏ ít hơn 7 mm.

## Các loài
Có 42 loài thuộc chi Cytora. Tuy nhiên, 23 trong số đó được mô tả lần đầu vào năm 2007.
Các loài thuộc chi Cytora bao gồm:
- Cytora ampla (Powell, 1941)
- Cytora annectens (Powell, 1948)
- Cytora aranea (Powell, 1928)
- Cytora calva (Hutton, 1883)
- Cytora chiltoni (Suter, 1896)
- Cytora cytora (Gray, 1850)
- Cytora depressa Gardner, 1968
- Cytora fasciata (Suter, 1894)
- Cytora filicosta (Powell, 1948)
- Cytora hedleyi (Suter, 1894)
- Cytora hirsutissima (Powell, 1951)
- Cytora hispida Gardner, 1967
- Cytora kiama Climo, 1973
- Cytora lignaria (Pfeiffer, 1857)
- Cytora pallida (Hutton, 1883)
- Cytora pannosa (Powell, 1951)
- Cytora septentrionale (Suter, 1907)
- Cytora solitaria (Powell, 1935)
- Cytora tekakiensis Gardner, 1967
- Cytora torquilla (Suter, 1894)